# Крис Мартин
Кристофер Ентони Џон Мартин (енгл. Christopher Anthony John Martin) британски је кантаутор и оснивач музичког састава Coldplay.

## Детињство и младост
Крис је рођен у малом месту Вајтстоуну (енгл. Whitestone), код града Ексетера, у грофовији Девон, у Енглеској. Његов отац Антони Мартин (енгл. Anthony Martin) био је пензионисани рачуновођа, а мајка Алисон Мартин (енгл. Alison Martin) наставница музичког. Крис је најстарији од петоро деце у његовој породици. Као мали је показао склоности ка музици. Образовање је започео у вртићу Хилтон, после кога је кренуо у припремну ексетерску Катедралну школу. Ту је основао свој први бенд. Њихов први наступ завршен је звиждуцима из публике, што није обесхрабрило Криса у даљем напредовању. Завршио је и Основну школу Шерборн, мушку школу у Дорсету. Ту је упознао Фила Харвија, који је касније постао менаџер групе Coldplay. Студије је наставио на Лондонском универзитету, где је студирао античку историју. Дипломирао је са највишом оценом из грчког и латинског.

## Каријера
На студијама је упознао гитаристу Џонија Бакланда, са којим је хтео да оснује бенд. Прикључио им се и басиста Гај Бериман, те су почели да свирају. Недостајао им је бубњар, па су следеће године свом бенду прикључили и Вила Чампиона, који је преузео ту „титулу“. У почетку су свирали по локалним клубовима. До 1998. године, звали су се „Старфиш“ (енгл. Starfish), када су име променили у Coldplay. Прва кантауторска песма коју је бенд извео зове се Ode to deodorant. Захваљујући првом студијском албуму Parachutes, 2000. су постали познати широм Европе. Од тада су издали још неколико албума који су им донели славу у читавом свету. Мартин је сарађивао са многим познатим музичарима као што су Рон Сексмит, Ијан Макулох, групом Стритс, Нели Фуртадо, Џеј-Зијем, Канје Вестом и многим другим.

## Утицај
Највећи утицај на Криса Мартина и уопште чланове групе Coldplay је имала група А-ха. Крис Мартин је у једном интервјуу рекао:
Нашао сам се у Амстердаму неки дан и пустио сам прву песму А-хаа. Сад се сећам колико ми се свидела. Текст песме је невероватан! Сви нас питају шта нас је инспирисало, од кога смо „копирали“ и кога смо слушали док смо одрастали — први бенд који сам икад волео је А-ха!
Крис Мартин је велики поштовалац група U2, Oasis, Travis, Muse, Westlife, Radiohead, Girls Aloud, Take That, Arcade Fire, Лионе Луис, Кајли Миног са којом је и снимио песму Lhuna, Џонија Кеша, Боба Дилана, Хенка Вилијамса, Дејвида Боуија, Пола Макартнија и многих других извођача на које се угледао док је стварао музику.

## Приватни живот
Крис је 5. децембра 2003. године ступио у брак са америчком глумицом Гвинет Палтроу. Прво дете су заједно добили у Лондону маја 2004. године и назвали су је Епл (енгл. Apple). После две године, у априлу, у Њујорку је рођен Мозиз (енгл. Moses), по коме је и једна песма добила име. Глумац и продуцент Сајмон Пег и Џони Бакланд су му кумови. Крис је заједно са Џонијем глумио у једном од Сајмонових филмова — Shaun of the Dead.
Мартин не пуши, али себе некад тера да пије вотку, како каже, када се понаша као идиот. ПЕТА га је прогласила за најсексипилнијег вегетаријанца 2005. године, мада, како његова жена каже, он воли да једе све. Одрастао је као католик. За један часопис је изјавио да верује у бога, јер му није јасно како људи не верују у чудотворност онога што виде. Једном је рекао:
Увек покушавам да откријем шта је Он/Она. Нисам сигуран да ли је Алах или Исус или Мухамед или Зевс, али кладио бих се на Зевса. На крају је за себе рекао да је „светеиста“, јер верује у све. Присталица је Либералних демократа.
Мартин некад пати од инсомније и иде на терапије. Каже да некад ноћу не може да спава, па слуша „Рејдиохед“ и добија инспирацију за нове песме. Некад има и кошмаре како неки наступи не пролазе добро. Изјавио је и да је као мали слушао веома гласну музику па да протеклих десет година има звоњаву у ушима, те да због тога учи своју, а и осталу децу и тинејџере да не слушају гласну музику.